# Janjač
Janjač (cyr. Јањач) – wieś w Bośni i Hercegowinie, w Republice Serbskiej, w mieście Trebinje. W 2013 roku liczyła 3 mieszkańców.